# 赤﨑千夏
赤﨑 千夏（あかさき ちなつ、1987年8月10日 - ）は、日本の女性声優。学位は学士（教育学）（東京学芸大学）。鹿児島県川辺郡知覧町（現：南九州市）出身。81プロデュース所属。既婚。2児の母。

## 経歴
声優を志したのは小学5、6年生頃のこと。当時は、テレビアニメ『幽☆遊☆白書』をきっかけに、同じ人物が色々なキャラクターを演じていることを知って憧れたという。中学生時代はバスケットボール部と放送部に所属し、放送部では鹿児島県大会での受賞経歴がある。錦江湾高校在学中は同高校に演劇部がなかったため、地元の市民劇団「劇団いぶき」に所属した。
大学進学を理由にして声優を目指すために鹿児島から上京したが、しばらくは普通に学生生活を送っていた。東京学芸大学教育学部演劇専修（ゼロ免課程）卒業。大学では第2外国語としてイタリア語を履修。その時に「これじゃダメだ!」と一念発起していた矢先、偶然見つけて応募したボイスニュータイプ・サマーオーディション2008で文化放送賞、81プロデュース賞、アルケミスト賞を受賞。81プロデュース賞の受賞特典として2008年10月から、81ACTOR'S STUDIO（81プロデュース付属俳優養成所）に通っていた。2009年10月に養成所を卒業、2010年4月に81プロデュース所属となった。
2012年にテレビアニメ『キルミーベイベー』で折部やすな役で初めての主役級キャラクターに出演。その後の『モーレツ宇宙海賊』『中二病でも恋がしたい!』『恋愛ラボ』などでも主要キャラクターを演じ、2013年に放送された『俺の彼女と幼なじみが修羅場すぎる』では初の（主役ではない）メインヒロインを務めた。
2018年8月10日、自身のTwitter（現エックス）で結婚を発表した。2020年8月10日、第1子男児を出産したことを報告。
2023年5月23日、自身のTwitter（現エックス）にて第2子を妊娠したことを報告。同年10月1日、第2子男児の出産を自身のエックスにて報告。

## 人物
家族に2歳上の姉がいる。
目標にしている先輩として皆口裕子の名を挙げている。
プライベートでも親交のある声優として、茅野愛衣・田村睦心・金元寿子を挙げており、これら赤﨑を含め4人で構成された「87会」と呼ばれる女子会グループがある。茅野愛衣とはお互いが声優になる前から面識があり、同じ喫茶店で同期のアルバイトとして働いていた。茅野が声優活動を始めていた事実を知ったのは、2010年、ゾーラ役で参加したゲーム『剣と魔法と学園モノ。2G』のパンフレットを見た時であり、その後、茅野とアフレコ現場で再会した際には驚いたという。田村睦心とは『キルミーベイベー』での共演がきっかけでプライベートでも親交を持つほどの関係になっている。金元寿子とも公私共に親交を深めており、金元は赤﨑について「とても大事で素敵な友達」とインタビューで話している。
演じていて楽しい役を得意にしている。
方言は鹿児島弁。
趣味・特技は歌。
座右の銘は「なんとかなるさ！」。

## 出演
太字はメインキャラクター。

### テレビアニメ
2009年
- メタルファイト ベイブレード（子供C）

2010年
- 会長はメイド様!（水着女子A、女の子）
- けいおん!!（一年生）
- しまじろうシリーズ（2010年 - 、ナッチー、しかこ先生、けんと 他） - 3シリーズ
- 探偵オペラ ミルキィホームズ（2010年 - 2012年、女子生徒、ティッシュ配り、キャスター、子供） - 2シリーズ
- バクマン。（2010年 - 2012年、女子大生、アシスタント） - 3シリーズ
- 緋弾のアリア（村人A）

2011年
- あの日見た花の名前を僕達はまだ知らない。（女子生徒、女子学生）
- 最強武将伝 三国演義（侍女）
- SKET DANCE（女子生徒、部員B）
- セイクリッドセブン（赤﨑七海）
- Fate/Zero（女の子）
- 放浪息子（土谷）
- ましろ色シンフォニー（浅倉樹）
- 魔乳秘剣帖（店長、町娘A）

2012年
- 戦姫絶唱シンフォギア（2012年 - 2015年、板場弓美、生徒C） - 3シリーズ
- アドリブアニメ研究所（薩摩、西郷どん）
- イクシオン サーガ DT（女性）
- うぽって!!（ちゅーすり〈Hk33E〉、妹、女子生徒A、女子C）
- AKB0048（ニーカ）
- おじゃる丸（2012年 - 2013年、女の子、ネコ、ツクシ、春美、ヌマホ、女性客）
- キルミーベイベー（折部やすな）
- CRASH!（茶倉ユイ）
- ココロコネクト（女子生徒、中山真理子）
- さんかれあ（少年B）
- 好きっていいなよ。（女の子）
- スマイルプリキュア!（緑川はる、寺田るな、岡田まゆ、木角まゆみ、ゆら 他）
- ゼロの使い魔F（巫女）
- TARI TARI（広畑七恵）
- 中二病でも恋がしたい！（2012年 - 2014年、丹生谷森夏） - 2シリーズ
- トータル・イクリプス（李玲美）
- ハイスクールD×D（イル、ネル）
- パパのいうことを聞きなさい!（女子生徒）
- プリティーリズム・ディアマイフューチャー（女の子A）
- モーレツ宇宙海賊（原田真希）
- 輪廻のラグランジェ（鷺島こころ、有里ちはる、曽我部ゆりあ、千条なみ、剣崎あん、日野あざみ） - 2シリーズ
- ロビンくんと100人のお友達 シーズン2（弟）

2013年
- AMNESIA（店員）
- イクシオン サーガ DT（少女、女性）
- 俺の彼女と幼なじみが修羅場すぎる（春咲千和）
- ぎんぎつね（池上ユミ）
- 琴浦さん（まい、看護士B）
- ジュエルペット ハッピネス（和泉川涼子）
- 探検ドリランド -1000年の真宝-（女子生徒）
- とある科学の超電磁砲 シリーズ（2013年 - 2020年、絹旗最愛） - 2シリーズ
- ハヤテのごとく! Cuties（スタッフ）
- 百花繚乱 サムライブライド（猿飛佐助）
- ファンタジスタドール（しめじ）
- ポケットモンスター XY（2013年 - 2016年、シトロンのホルビー、ジョーイ、サトシのヌメラ→ヌメイル アサミ） - 2シリーズ + 特別編
- ポケットモンスター ベストウイッシュ シーズン2 デコロラアドベンチャー（ゲンガー）
- 魔界王子 devils and realist（マリア〈少女〉）
- ゆゆ式（生徒会長）
- 恋愛ラボ（真木夏緒）

2014年
- 俺、ツインテールになります。（神堂慧理那 / テイルイエロー）
- ガールフレンド（仮）（甘利燈）
- 咲-Saki- 全国編（狩宿巴）
- 白銀の意思 アルジェヴォルン（ソラノ・アカネ）
- selector infected WIXOSS（蒼井晶） - 2シリーズ
- 東京喰種トーキョーグール（2014年 - 2018年、小坂依子、安浦清子） - 4シリーズ
- となりの関くん（クラスメート）
- DRAMAtical Murder（アナウンサー）
- トリニティセブン（イリア）
- HUNTER×HUNTER（ミツバ）
- ひめゴト（有川かぐや、男の子）
- プリパラ（2014年 - 2017年、ファルル、ちゃん子）

2015年
- アイドルマスター シンデレラガールズ（日野茜） - 2シリーズ
- うたわれるもの 偽りの仮面（2015年 - 2016年、アンジュ）
- 学戦都市アスタリスク（2015年 - 2016年、エルネスタ・キューネ） - 2シリーズ
- 冴えない彼女の育てかた（2015年 - 2017年、波島出海） - 2シリーズ
- ジュエルペット マジカルチェンジ（秋菜）
- 食戟のソーマ（2015年 - 2020年、薙切アリス） - 6シリーズ
- ダンジョンに出会いを求めるのは間違っているだろうか（2015年 - 2025年、ヤマト・命） - 6シリーズ
- 謎新聞ミライタイムズ （キョウコ）
- プラスティック・メモリーズ（絹島ミチル）
- 夜ノヤッターマン（女子高生）
- 落第騎士の英雄譚（月夜見満月、月夜見三日月、月夜見半月）

2016年
- Re:ゼロから始める異世界生活（2016年 - 2025年、フェルト） - 4シリーズ / 2020年に第1期新編集版が放送
- 少年アシベ GO! GO! ゴマちゃん（アシベの母ちゃん、南先生、チット）
- ステラのまほう（百武照、関信人）
- タブー・タトゥー（ユミ）
- ハイキュー!! シリーズ（2016年 - 2020年、女子アナウンス、女性記者） - 2シリーズ
- ハンドレッド（クラウディア・ローエッティ）
- 僕だけがいない街（片桐愛梨）
- 魔装学園H×H（ユリシア・ファランドール）
- モブサイコ100（仮面女）
- リルリルフェアリル〜妖精のドア〜（ミオ）

2017年
- リトルウィッチアカデミア（バーバラ、ウラル女史）
- アイドル事変（小水流ミカ）
- こねこのチー ポンポンらー大冒険（若い猫）
- カブキブ!（坪山霧湖）
- 笑ゥせぇるすまんNEW（影野映子）
- アイドルマスター シンデレラガールズ劇場（2017年 - 2019年、日野茜、レッサーパンダ） - 4シリーズ
- モンスターハンター ストーリーズ RIDE ON（エルケ）
- アイドルタイムプリパラ（ファルル）
- Fate/Apocrypha（フィオレ・フォルヴェッジ・ユグドミレニア）
- 異世界はスマートフォンとともに。（2017年 - 2023年、九重八重） - 2シリーズ
- ボールルームへようこそ（緋山千夏）
- 妹さえいればいい。（山県きらら）

2018年
- キリングバイツ（篠崎舞）
- だがしかし2（尾張ハジメ）
- クラシカロイド（モコ）
- ウマ娘 プリティーダービー（先生、クイーンベレー、ウマ娘）
- ソードアート・オンライン オルタナティブ ガンゲイル・オンライン（2018年 - 2024年、フカ次郎 / 篠原美優） - 2シリーズ
- Lostorage conflated WIXOSS（蒼井晶）
- ラストピリオド -終わりなき螺旋の物語-（ルビー）
- ハイスコアガール（2018年 - 2019年、大野真、CMナレーションB） - 2シリーズ
- 俺が好きなのは妹だけど妹じゃない（アヘ顔Wピース先生）
- とある魔術の禁書目録III（2018年 - 2019年、絹旗最愛）
- ベルゼブブ嬢のお気に召すまま。（エウリノーム）
- 殺戮の天使（レイチェルの母）

2019年
- ブギーポップは笑わない（日奈子）
- 転生したらスライムだった件（銀嶺の翼）
- 爆丸バトルプラネット（2019年 - 2020年、リア・ヴェネガス）
- フルーツバスケット（2019年 - 2021年、満） - 2シリーズ
- 異世界かるてっと（2019年 - 2020年、フェルト） - 2シリーズ
- 女子高生の無駄づかい（バカ / 田中望）
- グランベルム（ロサ）
- ポチっと発明 ピカちんキット（早田ヨネ）
- 厨病激発ボーイ（聖瑞姫）

2020年
- 空挺ドラゴンズ（メイン）
- ぼくのとなりに暗黒破壊神がいます。（ケルベロス、八重、女子生徒B、小雪〈幼少期〉）
- 異種族レビュアーズ（メスタンク）
- 名探偵コナン（2020年 - 2025年、樋口知実、波賀あかり）
- 呪術廻戦（2020年 - 2023年、三輪霞） - 2シリーズ

2021年
- 異世界魔王と召喚少女の奴隷魔術Ω（ファニス・ラムニテス）
- SCARLET NEXUS（ルカ・トラヴァース）
- ふしぎ駄菓子屋 銭天堂（瀬川曜子）
- ぼくたちのリメイク（慈照寺さゆり）

2022年
- うたわれるもの 二人の白皇（アンジュ）
- 転生したら剣でした（トリックスター・スパイダー）
- 聖剣伝説 Legend of Mana -The Teardrop Crystal-（ベル）

2023年
- HIGH CARD（アイリス・モイーズ）
- ヴィンランド・サガ（エストリズ）
- もういっぽん!（犬威凜架）
- 私の百合はお仕事です!（シマモト）
- デッドマウント・デスプレイ（阿牙倉マジリ） - 2シリーズ
- 死神坊ちゃんと黒メイド（幽霊）
- レベル1だけどユニークスキルで最強です（リル）

2024年
- アンデッドアンラック（多比岡）
- Unnamed Memory（2024年 - 2025年、メレディナ） - 2シリーズ
- 貼りまわれ!こいぬ（犬A、犬みこ、店員の犬、先輩おまわりさん犬、カメラマン犬 他）
- しかのこのこのここしたんたん（燕谷千春）
- デリコズ・ナーサリー（キキ）
- 凍牌〜裏レート麻雀闘牌録〜（2024年 - 2025年、桂木優）

2025年
- 薬屋のひとりごと（宗妃）
- クレヨンしんちゃん（パチりん）
- 宇宙人ムームー（アキナ）

### 劇場アニメ
2012年
- 映画 プリキュアオールスターズNewStage みらいのともだち（女子生徒）
- 映画 スマイルプリキュア! 絵本の中はみんなチグハグ!（女の子）

2013年
- 映画 プリキュアオールスターズNewStage2 こころのともだち（妖精）
- 劇場版 魔法少女まどか☆マギカ[新編] 叛逆の物語（女子生徒）
- 中二病でも恋がしたい!シリーズ（2013年 - 2018年、丹生谷森夏） - 2作品
- リトル ウィッチ アカデミア（バーバラ）

2014年
- ピカチュウ、これなんのカギ?（シシコ）
- ポケットモンスター XY 宇宙の破片（お姉さん）
- モーレツ宇宙海賊 ABYSS OF HYPERSPACE -亜空の深淵-（原田真希）

2015年
- プリパラシリーズ（2015年 - 2025年、ファルル、ちゃん子） - 4作品
- ポケモン・ザ・ムービーXY 光輪の超魔神 フーパ（ジョーイ）
- ピカチュウとポケモンおんがくたい（ホルビー、フレフワン）

2016年
- アクセル・ワールド INFINITE∞BURST（月折リサ）
- 劇場版selector destructed WIXOSS（蒼井晶）
- 劇場版 探偵オペラ ミルキィホームズ〜逆襲のミルキィホームズ〜（肩車子）
- ポケモン・ザ・ムービーXY&Z ボルケニオンと機巧のマギアナ（シトロンのホルビー、ジュペッタ）

2017年
- 劇場版 トリニティセブンシリーズ（2017年 - 2019年、イリア） - 2作品

2019年
- 劇場版 ダンジョンに出会いを求めるのは間違っているだろうか -オリオンの矢-（ヤマト・命）
- 冴えない彼女の育てかた Fine（波島出海）

2021年
- シドニアの騎士 あいつむぐほし（水城管制官）
- 劇場版 呪術廻戦 0（三輪霞）

2022年
- 地球外少年少女（美笹美衣奈） - 前後編に分けて劇場公開、Netflixでは全6話で配信

2025年
- 映画しまじろう しまじろうとゆうきのうた

### OVA
2011年
- ナナとカオル（睦月ユカリ）
- ショコラの魔法（生徒たち）

2012年
- 姫ギャル♥パラダイス（女子1、女生徒2） - ちゃお 2012年3月号付録

2013年
- キルミーベイベー（折部やすな） - ベストアルバムCDに同梱

2014年
- 十三支演義 〜偃月三国伝〜 外伝 幽州幻夜（関羽）
- ノゾ×キミ（水泳部長） - コミックス第5巻OVA付き限定版

2016年
- 食戟のソーマ タクミの下町合戦（薙切アリス） - コミックス第18巻DVD付き限定版
- ダンジョンに出会いを求めるのは間違っているだろうか（2016年 - 2020年、ヤマト・命） - 2シリーズ

2017年
- この素晴らしい世界に祝福を！2（ラン） - ライトノベル12巻Blu-ray付き限定版

2018年
- 嫌な顔されながらおパンツ見せてもらいたい（出雲いおり）
- ウマ娘 プリティーダービー BNWの誓い（クイーンベレー）

2019年
- 俺が好きなのは妹だけど妹じゃない（アヘ顔Wピース先生） - 新規短編アニメーションBD/DVD第1・2巻特典映像
- ハイスコアガール（大野真）

2020年
- 岸辺露伴は動かない『ザ・ラン』（早村ミカ）

### Webアニメ
2010年代
- モンスターストライク（2016年、ヘラ）
- 監獄実験 -プリズンラボ-（2018年、三崎由乃）
- ガンダムビルドダイバーズRe:RISE（2019年 - 2020年、シドー・ミズキ） - 2シリーズ

2020年代
- 爆丸アーマードアライアンス（2020年 - 2021年、リア・ヴェネガス）
- アイドルマスター シンデレラガールズ劇場 Extra Stage（2020年、日野茜）
- 爆丸ジオガンライジング（2021年 - 2022年、リア・ヴェネガス）
- スター・ウォーズ：ビジョンズ 九人目のジェダイ（2021年、カーラ）
- アイドルランドプリパラ（2021年、ファルル）
- 爆丸エボリューションズ（2022年 - 2023年、リア・ヴェネガス）
- スプリガン（2022年、川原鈴子）
- 爆丸レジェンズ（2023年、リア・ヴェネガス）

### ゲーム
2010年
- 剣と魔法と学園モノ。2G（ゾーラ）
- ひぐらしのなく頃に絆 第四巻・絆（リューン＝オーク）

2012年
- 幻想水滸伝 紡がれし百年の時（エフィル、ニマ）
- ココロコネクト ヨチランダム（中山真理子）

2013年
- アイドルマスター シンデレラガールズ（2013年 - 2024年、日野茜） - 2作品
- ガールフレンド（仮）（2013年 - 2023年、甘利燈）
- ダンジョントラベラーズ2 王立図書館とマモノの封印（コネット・サントノーレ）
- ファンタジスタドール ガールズロワイヤル（しめじ）
- マブラヴ オルタネイティヴ トータル・イクリプス（李玲美少尉）
- 唯一性ミリオンアーサー（ランスロット）
- 嫁コレ（春咲千和、赤﨑千夏、絹島ミチル）
- ブラウザ MCあくしず -鋼鉄の戦姫-（戦艦ティルピッツ、空母エンタープライズ、零式艦上戦闘機）

2014年
- Wake Up, Girls! ステージの天使（立石碧香）
- クイズマジックアカデミー 天の学舎（ティアル）
- グリモア〜私立グリモワール魔法学園〜（水無月風子）
- プリパラ（ファルル、ちゃん子）
- 魔法少女大戦 ZANBATSU（ハヤメ）

2015年
- あんさんぶるガールズ!（丸子みさき）
- うたわれるもの 偽りの仮面（アンジュ）
- 家電少女（うるは）
- グランブルーファンタジー（2015年 - 2021年、アンリエット、パティア）
- 冴えない彼女の育てかた -blessing flowers-（波島出海）
- 咲-Saki- 全国編（狩宿巴）
- 食戟のソーマ 友情と絆の一皿（薙切アリス）
- ジョジョの奇妙な冒険 アイズオブヘブン（山岸由花子）
- 白猫プロジェクト（ライライ・イカヅチノカミ）
- 神撃のバハムート（イリス）
- ソードアート・オンライン -ロスト・ソング-（ルクス）
- ひぐらしのなく頃に粋（リューン＝オーク）
- メイQノ地下ニ死ス（セティア / 水のアーリア）
- ゆるかみ!（南州よしの、高千穂いわと、長浜とんこ、錦織くみ、臼杵かほ、有田いまり）

2016年
- アイドル事変（小水流ミカ）
- あっきのじかん（アッキ）
- アリスオーダー（竜胆真冬、朱雀門蘭、須藤冴香）
- あんさんぶるガールズ!!（丸子みさき）
- うたわれるもの 二人の白皇（アンジュ）
- エンドライド -X fragments-（グリマー）
- 学戦都市アスタリスクフェスタ 煌めきのステラ（エルネスタ・キューネ）
- 艦隊これくしょん -艦これ-（Zara、Pola、Aquila）
- クイズRPG 魔法使いと黒猫のウィズ（アムベル・ケイ / クロムマグナお姉さん）
- 祝姫（黒神十重）
- SOUL REVERSE ZERO（ドロシー、エレイン、甄皇后、マリアン、ヨハンナ）
- チェインクロニクル〜絆の新大陸〜（ヤマト・命）
- プラスティック・メモリーズ（絹島ミチル）
- ルフランの地下迷宮と魔女ノ旅団（イサラ）
- りりくる Rainbow Stage!!!（春日井美緒）

2017年
- アクセル・ワールド VS ソードアート・オンライン 千年の黄昏（ナイトライド・ウニカ、ルクス）
- 祝姫 -祀-（黒神十重）
- おどりたが〜る! -祭り短し踊れよ乙女-（星野柚希）
- きららファンタジア（2017年 - 2021年、セサミ、折部やすな、百武照、真木夏緒）
- 限界凸城 キャッスルパンツァーズ（スカーレット・リヴァ）
- ゼノブレイド2（ザクロ）
- 戦艦少女R（高雄）
- ダンジョントラベラーズ2-2 闇堕ちの乙女とはじまりの書（コネット・サントノーレ）
- ダンジョンに出会いを求めるのは間違っているだろうか 〜メモリア・フレーゼ〜（ヤマト・命）
- ラジアントヒストリア パーフェクトクロノロジー（リーズ）
- ららマジ（星崎梨花）
- Re:ゼロから始める異世界生活 -DEATH OR KISS-（フェルト）
- リトルウィッチアカデミア 時の魔法と七不思議（バーバラ）

2018年
- ソードアート・オンライン フェイタル・バレット（フカ次郎）
- モン娘☆は〜れむ（エヴェリーナ）
- プリパラ オールアイドルパーフェクトステージ!（ファルル）
- グラフィティスマッシュ（イベリス）
- 双葉さん家の姉弟（双葉寧子）
- スターオーシャン:アナムネシス（カーリン・ケイソン）
- うたわれるもの斬（2018年 - 2021年、アンジュ） - 2作品
- 竜星のヴァルニール（ファル）
- プレカトゥスの天秤（ジュディス・ガードナー）
- 大航海ユートピア（カルロッタ、ルナ・ビーケル）
- ソウルキャリバーVI（成美那〈ソン・ミナ〉）

2019年
- エンゲージプリンセス（アムリタ）
- 47 HEROINES（井口夏美）
- この素晴らしい世界に祝福を! 〜希望の迷宮と集いし冒険者たち〜（ラン）
- ポプテピピック++ 〜ポプ子ピピ美の友情大作戦〜（ポプ子）
- とある魔術の禁書目録 幻想収束（絹旗最愛）
- MISTOVER（ステラ）
- ワールドフリッパー（ビアンカ、ラッティ、マルグリット）
- 社長、バトルの時間です!（ディアー・レーン）

2020年
- 三国烈覇（ヤマト・命）
- 戦姫絶唱シンフォギアXD UNLIMITED（板場弓美）
- チェインクロニクル3（アンジュ）
- ブラウンダスト（ヒスパー）
- ラストオリジン（魔法少女マジカルモモ、エクスプレス76、AO-2レイヴン、エクスプレス76）
- ラストピリオド -終わりなき螺旋の物語-（ルビー ）
- 共闘ことばRPG コトダマン（フェルト）
- ブリガンダイン ルーナジア戦記（ステラ・ハーメット）
- Re:ゼロから始める異世界生活 Lost in Memories（フェルト）
- 祝姫【国際版】（黒神十重）
- ドカポンUP! 夢幻のルーレット（アンジュ）

2021年
- Re:ゼロから始める異世界生活 偽りの王選候補（フェルト）
- Re:ゼロから始める異世界生活 禁書と謎の精霊（フェルト）
- ぷよぷよ!!クエスト（フェルト）
- SCARLET NEXUS（ルカ・トラヴァース）
- ポーカーチェイス（シスター・レイン）

2022年
- Dusk Diver 2 崑崙靈動（レイヴン、ヤウェン）
- 義賊探偵ノスリ（アンジュ）
- THE KING OF FIGHTERS ALLSTAR（ソン・ミナ）

2023年
- ドラゴンクエストX 天星の英雄たち オンライン（ジア・ルーベ、ジア・クルヴィダ、ジア・ルーベ・ゲノス）
- サクライグノラムス（立花闇千代方）
- 崩壊:スターレイル（アスター）
- takt op. 運命は真紅き旋律の街を（アルルの女）
- 超探偵事件簿 レインコード（イルーカ）
- アイドルランドプリパラ（ファルル）
- ダンジョンに出会いを求めるのは間違っているだろうか バトル・クロニクル（ヤマト・命）
- 呪術廻戦 ファントムパレード（三輪霞）
- 東方幻想エクリプス（小野塚小町）

2024年
- 呪術廻戦 戦華双乱（三輪霞）
- 百英雄伝（フランチェスカ）
- モンスターストライク（絹旗最愛）
- 妖怪ウォッチ ぷにぷに（フェルト）

2025年
- ダンジョンに出会いを求めるのは間違っているだろうか 水と光のフルランド（ヤマト・命）

### ドラマCD
2011年
- 俺の妹が××すぎて眠れないCD（ひかり）

2012年
- アイドルマスター シンデレラガールズ シリーズ（日野茜）
- ナナとカオル（睦月ユカリ）
- ヒカルが地球にいたころ…… - 単行本第5巻ドラマCD同梱版

2013年
- 妹といっしょに眠れるCD（みふゆ）
- 声優戦隊ボイストーム7（ボイスセブン / 七菜香華） - ドラマCD付きコミックス

2014年
- 俺の彼女と幼なじみが修羅場すぎる（春咲千和） - 原作第8巻限定特装版
- 電波教師（柊暦） - 単行本12巻限定版付属ドラマCD
- 奇想天外フュージョンCD vol.1 赤﨑千夏×渕上舞 

2015年
- 落ちてきた龍王と滅びゆく魔女の国（ユウキ・ユウミ・ハインドラ）
- 81レーベル第1弾 81プロデュース35周年記念企画オーディオドラマCD 「紫電改のタカ」（春江）
- りりくる - LIly LYric cyCLE - Vol.4〜6（春日井美緒）
- 私がモテてどうすんだ 5巻特装版（二科志麻）

2016年
- ぼくのとなりに暗黒破壊神がいます。（ケルベロス）
- ドラマCD りりくるVol.7『輝く!? スターの条件!』（春日井美緒） - 初回限定版封入

2017年
- しすたー・いん・らう!（水無月アンナ）

2018年
- 王子様には毒がある。（りず） - コミック第7巻ドラマCD付き特装版
- 起・承・転・結・序・破・急「俺が好きなのは妹だけど妹じゃない ミニドラマ」（アヘ顔Ｗピース先生）

2019年
- 異世界はスマートフォンとともに。（2019年 - 2022年、九重八重） - 小説第16・19・26巻ドラマCD付き特装版

2020年
- 千歳くんはラムネ瓶のなか ドラマCD 「王様とバースデー」（青海陽）

### 吹き替え

#### 映画
- ステップ・アップ4:レボリューション
- チキンとプラム 〜あるバイオリン弾き、最後の夢〜
- ラコニア号 知られざる戦火の奇跡（英語版）

#### ドラマ
- iCarly
- ゲームシェイカーズ（シャネール）
- フルハウス TAKE2（朝鮮語版）（女子校生）
- リンガー 〜2つの顔〜

#### アニメ
- クズ悪役の自己救済システム（柳溟煙[251]）
- スター・ウォーズ: ビジョンズ（カーラ）
- ピクシー・ホロウ・ゲームズ 妖精たちの祭典

### ナレーション
- TVCM ソフトバンククリエイティブ GA文庫マガジン

### デジタルコミック
- 声優戦隊ボイストーム7（2013年、ボイスセブン / 七菜香華[252]）
- わたしに××しなさい!（2018年、氷室雪菜）
- 想いの欠片（2018年、高岡ミカ[253]）
- 次はいいよね、先輩（2021年、花咲真緒[254]）

### オーディオドラマ
- リアルでレベル上げしたらほぼチートな人生になった（2016年、双六島揺籃[255]）
- 英雄教室（2016年、エルフィン（オリジナルキャラ）役[256]）※第7巻オーディオドラマダウンロードシリアルコード付き限定版
- 終末のハーレム（2017年、神谷花蓮[257]）

### オーディオブック
- シャドウ（2017年、我茂凰介）
- 千歳くんはラムネ瓶のなか[258] 1〜2巻（2020年、青海陽（1〜2巻）、綾瀬なずな[259]（2巻））
- 芸人ディスティネーション 2巻（2020年、白樺両々[260]）
- 魔法医師の診療記録（2020年、ジャクリーヌ 他[261]）

### ラジオ
※はインターネット配信。
- 超!A&Gミュージック+（2008年 - 2009年、超!A&G+※）水曜パーソナリティ
- 赤崎千夏の超!A&Gミュージック+TV（2009年、超!A&G+※）
- 超!A&Gミュージック+プレミアム 忌野清志郎追悼スペシャル （2009年、超!A&G+※） ナビゲーター
- アンテナ+（2009年 - 2011年、超!A&G+※）
- 超!A&G+スペシャル「アニソン紅白2009 直前スペシャル!」（2009年、超!A&G+※）
- キルミーベイベー 殺し屋ラジオ（2011年 - 2012年、HiBiKi Radio Station）
- AG-ON研究所（2012年 - 2014年、超!A&G+※）研究員
- 中二病でも恋がしたい! 〜闇の炎に抱かれて聴け〜（2012年 - 2014年、音泉※）[262][263]
- ラジオの婚約者と幼なじみが修羅場すぎる（2012年 - 2013年[注 2]音泉※）[264]
- A&G NEXT GENERATION Lady Go!!（2013年、超!A&G+※）水曜代理パーソナリティ[注 3]
- 恋愛ラボRADIO（2013年 - 2014年、北陸放送・岐阜放送・HiBiKi Radio Station※）[265]
- 砂山・赤﨑アワー えじまる（2014年 - 2019年、超!A&G+※）
- ラジオでツインテールになります!「ラジツイ!」（2014年 - 2015年、音泉※）[266]
- ミチルとザックのプラメモラジオ（2015年、HiBiKi Radio Station※）[267]
- 君咲学院放送部☆青春RADIO♪（2015年 - 2016年、音泉※）[268]
- 煌うたわれるものらじお（2016年、音泉※）[269]
- Radioキリングバイツ〜獣人ウォッチング〜（2017年 - 2018年、音泉※）[270]
- ソードアート・オンライン オルタナティブ ガンゲイル・オフライン（2018年、音泉※・HiBiKi Radio Station※）[271]
- 女子高生の無駄づかい ラジオも無駄づかい（2019年、音泉※）[272]
- 週刊秋田書店 ラジオ編集部（2020年 - 、文化放送「A&G TRIBAL RADIO エジソン内）

### ラジオCD
- ラジオCD 中二病でも恋がしたい! 〜闇の炎に抱かれて聴け〜 Vol.1 - Vol.2[273]
- CD ラジオの婚約者と幼なじみが修羅場すぎる Vol.1[274]
- ラジオCDで、ツインテールになります。 〜シリーズ1 - 2〜
- ソードアート・オンライン オルタナティブ ガンゲイル・オフライン DJCD Vol.1（2018年）[275]

### テレビ番組
※はインターネット配信。
- 60日のシンデレラ（時期不明、ナレーション）
- 月刊ガガガチャンネル（2011年 - 2013年、ニコニコ動画『ガガガ放送局』チャンネル※）
- 中二病でも恋がしたい!〜闇の炎に抱かれて聴け〜 暗黒ミサの会（2012年 - 2014年、ニコニコ生放送※）
- 米澤円と赤﨑千夏の千円姉妹（2012年 - 2014年、PigooHD）
- 『恋愛ラボ』「藤女特別校内放送!」（2013年、ニコニコ生放送※）
- ◯◯赤﨑とXXあいるーの◯X工房（2016年 - 、ニコニコ生放送※）

### 映像商品
- ラジオ アイドルマスター シンデレラガールズ『デレラジ』DVD Vol.4（2014年）
- THE IDOLM@STER CINDERELLA GIRLS 1stLIVE WONDERFUL M@GIC!! Day1（2014年）[276]

### パチンコ・パチスロ
- シンデレラブレイド（2012年、パチスロ）アテナ 役
- CR忍魂（2013年、パチンコ）颯月 役[277]
- CR楓魂（2014年、パチンコ）颯月 役[278]

### その他コンテンツ
- スマイルプリキュア! ミュージカルショー 〜ドキドキ！がくえん七ふしぎ大騒動!!〜（2012年、舞台）バレーボール 役
- WIXOSS WX06-CB02 コードアート T・A・P（WX-06 ウィクロスTCG ブースターパック フォーチュンセレクター）（2015年、トレーディングカードゲーム）イラスト原案[279]
- カガクチョップ（2015年、CM）鈴園沙衣 役[280]
- 南九州市市制施行10周年式典記念動画（2017年）お茶むらい 役（声）[281]
- マスクプレイミュージカル『デリシャスパーティ♡プリキュア ドリームステージ』（2022年、舞台）キャロ 役[282]）
- 81プロデュース・日本工学院・豊島区　産学官連携企画 朗読劇「天上の虹」万葉集編（2025年、あうるすぽっと） - 鸕野讃良皇女 役[283]

## ディスコグラフィ

### キャラクターソング
| 発売日         | 商品名 | 歌 | 楽曲 | 備考                                                                                 |
| -------------- | --- | --- | --- | ------------------------------------------------------------------------------------ |
| 2012年1月18日  | キルミーのベイベー！/ふたりのきもちのほんとのひみつ                                                          | やすなとソーニャ | 「キルミーのベイベー！」 | テレビアニメ『キルミーベイベー』オープニングテーマ                                   |
| 2012年1月18日  | キルミーのベイベー！/ふたりのきもちのほんとのひみつ                                                          | やすなとソーニャ | 「ふたりのきもちのほんとのひみつ」 | テレビアニメ『キルミーベイベー』エンディングテーマ                                   |
| 2012年2月15日  | キルミーベイベー キャラクターソングCD やすな                                                                 | 折部やすな（赤﨑千夏） | 「HOW TO ENJOY」 「今日も二人で」 | テレビアニメ『キルミーベイベー』関連曲                                               |
| 2012年11月21日 | INSIDE IDENTITY                                                                                              | Black Raison d'être | 「INSIDE IDENTITY」 | テレビアニメ『中二病でも恋がしたい！』エンディングテーマ                             |
| 2012年11月21日 | INSIDE IDENTITY                                                                                              | Black Raison d'être | 「OUTSIDER」 | テレビアニメ『中二病でも恋がしたい！』関連曲                                         |
| 2012年12月26日 | 暗黒虹彩楽典                                                                                                 | 丹生谷森夏（赤﨑千夏） | 「でいなばよって☆マサリモ」 | テレビアニメ『中二病でも恋がしたい！』関連曲                                         |
| 2013年2月27日  | 俺の彼女と幼なじみが修羅場すぎる Blu-ray&DVD 第1巻 特典CD                                                    | 自らを演出する乙女の会 | 「Girlish Lover」 | テレビアニメ『俺の彼女と幼なじみが修羅場すぎる』オープニングテーマ                   |
| 2013年3月27日  | 俺の彼女と幼なじみが修羅場すぎる Blu-ray&DVD 第2巻 特典CD                                                    | 春咲千和（赤﨑千夏） | 「心がキミでできてる」 | テレビアニメ『俺の彼女と幼なじみが修羅場すぎる』関連曲                               |
| 2013年5月22日  | THE IDOLM@STER CINDERELLA MASTER 016 日野茜                                                                  | 日野茜（赤﨑千夏） | 「熱血乙女A」 | ゲーム『アイドルマスター シンデレラガールズ』関連曲                                  |
| 2013年7月17日  | 今よ！ファンタジスタドール                                                                                   | 鵜野うずめ（大橋彩香）、ささら（津田美波）、カティア（徳井青空）、しめじ（赤﨑千夏）、マドレーヌ（大原さやか）、小明（長谷川明子） | 「今よ！ファンタジスタドール」 | テレビアニメ『ファンタジスタドール』オープニングテーマ                               |
| 2013年7月17日  | DAY by DAY                                                                                                   | 鵜野うずめ（大橋彩香）、ささら（津田美波）、カティア（徳井青空）、しめじ（赤﨑千夏）、マドレーヌ（大原さやか）、小明（長谷川明子） | 「DAY by DAY」 | テレビアニメ『ファンタジスタドール』エンディングテーマ                               |
| 2013年7月17日  | DAY by DAY                                                                                                   | ささら（津田美波）、カティア（徳井青空）、しめじ（赤﨑千夏）、マドレーヌ（大原さやか）、小明（長谷川明子） | 「いつもみんな一緒」 | テレビアニメ『ファンタジスタドール』関連曲                                           |
| 2013年8月21日  | 俺の彼女と幼なじみが修羅場すぎる Blu-ray&DVD 第7巻 特典CD                                                    | 自らを演出する乙女の会 | 「Girlish Party」 | テレビアニメ『俺の彼女と幼なじみが修羅場すぎる』関連曲                               |
| 2013年8月21日  | 俺の彼女と幼なじみが修羅場すぎる Blu-ray&DVD 全巻購入特典CD                                                  | 自らを演出する乙女の会 | 「春夏秋冬乙女の会」 | テレビアニメ『俺の彼女と幼なじみが修羅場すぎる』関連曲                               |
| 2013年9月11日  | 小鳥遊六花・改 〜劇場版 中二病でも恋がしたい！〜 主題歌集 〜中二病奥義・三曲の極み〜                         | Black Raison d'être | 「Secret Survivor」 | アニメ映画『小鳥遊六花・改 〜劇場版 中二病でも恋がしたい！〜』エンディングテーマ     |
| 2013年9月20日  | 恋愛ラボ Blu-ray&DVD 第1巻特典CD                                                                             | 藤女生徒会執行部 | 「恋愛（ラブ）したいっ！」 | テレビアニメ『恋愛ラボ』オープニングテーマ                                           |
| 2013年10月25日 | 恋愛ラボ Blu-ray&DVD 第2巻特典CD                                                                             | 藤女生徒会執行部 | 「Best FriendS」 | テレビアニメ『恋愛ラボ』エンディングテーマ                                           |
| 2013年11月6日  | 戦姫絶唱シンフォギアG BD&DVD第2巻限定版特典CD                                                                | 板場弓美（赤﨑千夏）、寺島詩織（東山奈央）、安藤創世（小松未可子） | 「現着ッ！電光刑事バン（ver.秋桜祭）」 | テレビアニメ『戦姫絶唱シンフォギアG』挿入歌                                          |
| 2014年2月5日   | Van!shment Th!s World                                                                                        | Black Raison d'être | 「Van!shment Th!s World」 | テレビアニメ『中二病でも恋がしたい！戀』エンディングテーマ                           |
| 2014年2月5日   | Van!shment Th!s World                                                                                        | Black Raison d'être | 「February Magic」 | テレビアニメ『中二病でも恋がしたい！戀』関連曲                                       |
| 2014年2月26日  | この手が奇跡を選んでる                                                                                       | 永水女子高校 | 「この手が奇跡を選んでる」 | テレビアニメ『咲-Saki- 全国編』エンディングテーマ                                    |
| 2014年4月2日   | 中二病でも恋がしたい！戀 キャラクターソングミニアルバム 輝きの幻夢舞台                                       | Black Raison d'être | 「Sparkling Daydream」 | テレビアニメ『中二病でも恋がしたい！戀』関連曲                                       |
| 2014年4月2日   | 中二病でも恋がしたい！戀 キャラクターソングミニアルバム 輝きの幻夢舞台                                       | 丹生谷森夏（赤﨑千夏） | 「モがたいリめでもゆめみサマー！」 | テレビアニメ『中二病でも恋がしたい！戀』関連曲                                       |
| 2014年10月22日 | ツインテール・ドリーマー！                                                                                   | ツインテイルズ | 「ツインテール・ドリーマー！」 | テレビアニメ『俺、ツインテールになります。』エンディングテーマ                       |
| 2014年10月29日 | MIRACLE MILLION!                                                                                             | ランスロット（赤﨑千夏）、ガウェイン（大久保瑠美）、マビノギオン（南條愛乃）、トリスタン（久保ユリカ） | 「MIRACLE MILLION!」 | ゲーム『拡散性ミリオンアーサー』挿入歌                                               |
| 2014年11月22日 | 俺、ツインテールになります。キャラクターソングシリーズ黄盤                                                   | テイルイエロー（赤﨑千夏） | 「JUDGEMENT OF YELLOW」 「ツインテール・ドリーマー！」 | テレビアニメ『俺、ツインテールになります。』関連曲                                   |
| 2014年12月17日 | テイルオン！ツインテイルズ                                                                                   | ツインテイルズ | 「テイルオン！ツインテイルズ」 | テレビアニメ『俺、ツインテールになります。』挿入歌                                   |
| 2014年12月24日 | THE IDOLM@STER CINDERELLA MASTER Passion Jewelries! 002                                                      | 十時愛梨（原田ひとみ）、日野茜（赤﨑千夏）、高森藍子（金子有希）、星輝子（松田颯水）、堀裕子（鈴木絵理） | 「絶対特権主張しますっ！」 「ゴキゲンParty Night」 | ゲーム『アイドルマスター シンデレラガールズ』関連曲                                  |
| 2014年12月24日 | THE IDOLM@STER CINDERELLA MASTER Passion Jewelries! 002                                                      | 日野茜（赤﨑千夏） | 「ナンダカンダ」 | ゲーム『アイドルマスター シンデレラガールズ』関連曲                                  |
| 2015年2月18日  | THE IDOLM@STER CINDERELLA GIRLS ANIMATION PROJECT 01 Star!!                                                  | 高垣楓（早見沙織）、城ヶ崎美嘉（佳村はるか）、小日向美穂（津田美波）、十時愛梨（原田ひとみ）、川島瑞樹（東山奈央）、日野茜（赤﨑千夏）、輿水幸子（竹達彩奈）、佐久間まゆ（牧野由依）、白坂小梅（桜咲千依） | 「お願い！シンデレラ」 | テレビアニメ『アイドルマスター シンデレラガールズ』挿入歌                            |
| 2015年3月18日  | プリパラ アイドルソング♪コレクションbySoLaMi♡SMILE&北条コスモ&ファルル                                       | ファルル（赤﨑千夏） | 「0-week-old」 | テレビアニメ『プリパラ』挿入歌                                                       |
| 2015年6月17日  | プリパラ☆ミュージックコレクション                                                                            | SoLaMiDressing、ファルル（赤﨑千夏） | 「Make it!」 | テレビアニメ『プリパラ』挿入歌                                                       |
| 2015年7月1日   | 冴えない彼女の育てかた BD・DVD 第5巻 限定版特典CD                                                            | 波島出海（赤﨑千夏） | 「Heart To Heart」 | テレビアニメ『冴えない彼女の育てかた』関連曲                                         |
| 2016年2月25日  | アイドルマスター シンデレラガールズ BD・DVD 第9巻完全生産限定版特典CD「346Pro IDOL selection vol.5」         | 日野茜（赤﨑千夏）、高森藍子（金子有希） | 「Flip Flop」 | テレビアニメ『アイドルマスター シンデレラガールズ』関連曲                            |
| 2016年3月9日   | プリパラ ドリームソング♪コレクション-WINTER-                                                                 | セレパラ歌劇団 | 「ホワット・ア・ワンダプリ・ワールド!!」 | テレビアニメ『プリパラ』挿入歌                                                       |
| 2016年3月9日   | プリパラ ドリームソング♪コレクション-WINTER-                                                                 | ファルル（赤﨑千夏） | 「0-week-old（ラブウィークオールド）」 | テレビアニメ『プリパラ』挿入歌                                                       |
| 2016年6月22日  | プリパラ☆ミュージックコレクション season.2                                                                   | ふれんど〜る & セレパラ歌劇団 | 「アラウンド・ザ・プリパランド！」 | テレビアニメ『プリパラ』挿入歌                                                       |
| 2016年9月30日  | 映画プリパラ み〜んなのあこがれ♪レッツゴー☆プリパリ Blu-ray 初回生産限定特装版 特典CD                        | プリパラ☆オールアイドル's | 「オールアイドル組曲 プリシャス♪」 | 劇場アニメ『映画プリパラ み〜んなのあこがれ♪レッツゴー☆プリパリ』挿入歌              |
| 2016年10月14日 | THE IDOLM@STER CINDERELLA GIRLS 4thLIVE TriCastle Story -Brand new Castle- 会場オリジナルCD 絶対ピンクな小箱 | 日野茜（赤﨑千夏） | 「絶対特権主張しますっ！」 | ゲーム『アイドルマスター シンデレラガールズ』関連曲                                  |
| 2016年12月7日  | THE IDOLM@STER CINDERELLA GIRLS STARLIGHT MASTER 07 サマカニ!!                                               | 川島瑞樹（東山奈央）、日野茜（赤﨑千夏）、堀裕子（鈴木絵理）、上田鈴帆（春野ななみ）、難波笑美（伊達朱里紗） | 「サマカニ!!（M@STER VERSION）」 | ゲーム『アイドルマスター シンデレラガールズ スターライトステージ』関連曲             |
| 2016年12月21日 | れっつめいく☆あんさんぶる！                                                                                  | メリメロマル | 「れっつめいく☆あんさんぶる！」 | ゲーム『あんさんぶるガールズ!!』テーマソング                                         |
| 2016年12月25日 | PriPara Music Collection vol.1                                                                               | ファルル（赤﨑千夏） | 「morning」 | ゲーム『プリパラ』関連曲                                                             |
| 2017年1月25日  | 歌え！ 愛の公約                                                                                              | SMILE♥X | 「歌え！ 愛の公約」 | テレビアニメ『アイドル事変』オープニングテーマ                                       |
| 2017年1月25日  | 歌え！ 愛の公約                                                                                              | SMILE♥X | 「ザッツマイポリ」 | ゲーム『アイドル事変』関連曲                                                         |
| 2017年2月8日   | THE IDOLM@STER CINDERELLA MASTER EVERMORE                                                                    | アナスタシア（上坂すみれ）、緒方智絵里（大空直美）、神谷奈緒（松井恵理子）、川島瑞樹（東山奈央）、輿水幸子（竹達彩奈）、小早川紗枝（立花理香）、佐久間まゆ（牧野由依）、白坂小梅（桜咲千依）、高森藍子（金子有希）、十時愛梨（原田ひとみ）、日野茜（赤﨑千夏）、北条加蓮（渕上舞）、星輝子（松田颯水）、堀裕子（鈴木絵理）、三村かな子（大坪由佳） | 「ゴキゲンParty Night」 | ゲーム『アイドルマスター シンデレラガールズ』関連曲                                  |
| 2017年2月24日  | プリパラソング♪コレクション 2ndステージ                                                                      | Tricolore | 「Mon chouchou」 | テレビアニメ『プリパラ』挿入歌                                                       |
| 2017年2月24日  | プリパラソング♪コレクション 2ndステージ                                                                      | UCCHARI BIG-BANGS | 「愛ドルを取り戻せ！」 | テレビアニメ『プリパラ』挿入歌                                                       |
| 2017年3月22日  | 我武者羅彡ガール                                                                                             | ミカリナ | 「我武者羅彡ガール」 | テレビアニメ『アイドル事変』挿入歌                                                   |
| 2017年3月22日  | 我武者羅彡ガール                                                                                             | ミカリナ | 「電子レンジでチンしてね」 | ゲーム『アイドル事変』関連曲                                                         |
| 2017年3月22日  | アイドル事変 第1巻 特典CD                                                                                    | SMILE♥X | 「ときめき Full Throttle」 | ゲーム『アイドル事変』関連曲                                                         |
| 2017年4月19日  | THE IDOLM@STER CINDERELLA GIRLS STARLIGHT MASTER 10 Jet to the Future                                        | 日野茜（赤﨑千夏）、高森藍子（金子有希）、及川雫（のぐちゆり）、脇山珠美（嘉山未紗）、道明寺歌鈴（新田ひより） | 「Flip Flop」 | ゲーム『アイドルマスター シンデレラガールズ スターライトステージ』関連曲             |
| 2017年4月19日  | 劇場版プリパラ み〜んなでかがやけ！キラリン☆スターライブ！ SONG COLLECTION                                   | Tricolore | 「Neo Dimension Go!!」 | 劇場アニメ『劇場版プリパラ み〜んなでかがやけ!キラリン☆スターライブ!』挿入歌         |
| 2017年4月19日  | 劇場版プリパラ み〜んなでかがやけ！キラリン☆スターライブ！ SONG COLLECTION                                   | スーパープリパラ☆オールアイドル's | 「ぷりぱら☆ララン」 | 劇場アニメ『劇場版プリパラ み〜んなでかがやけ!キラリン☆スターライブ!』挿入歌         |
| 2017年5月17日  | ガールフレンド（仮） キャラクターソングシリーズ Vol.05                                                       | 甘利燈（赤﨑千夏） | 「甘利の生贄スプラッター」 | ゲーム『ガールフレンド（仮）』関連曲                                                 |
| 2017年6月24日  | THE IDOLM@STER CINDERELLA GIRLS 5thLIVE TOUR Serendipity Parade!!! 静岡・幕張・福岡 会場オリジナルCD         | 日野茜（赤﨑千夏） | 「サマカニ!!（M@STER VERSION）」 | ゲーム『アイドルマスター シンデレラガールズ スターライトステージ』関連曲             |
| 2017年6月28日  | 冴えない彼女の育てかた Character Song Collection                                                             | 波島出海（赤﨑千夏） | 「365色パレット」 | テレビアニメ『冴えない彼女の育てかた♭』エンディングテーマ                            |
| 2017年6月30日  | プリパラ ULTRA MEGA MIX COLLECTION                                                                           | SoLaMiDressing、ファルル（赤﨑千夏） | 「Make it!（90'S Pop Techno Remix）」 | テレビアニメ『プリパラ』関連曲                                                       |
| 2017年6月30日  | プリパラ ULTRA MEGA MIX COLLECTION                                                                           | ファルル（赤﨑千夏） | 「0-week-old（Y&Co. R&B Remix）」 | テレビアニメ『プリパラ』関連曲                                                       |
| 2017年7月19日  | ガールフレンド（仮） キャラクターソングシリーズ Vol.07                                                       | サバトちぇーんそー | 「オカルティック雑技団」 | ゲーム『ガールフレンド（仮）』関連曲                                                 |
| 2017年7月26日  | 冴えない彼女の育てかた♭ BD・DVD 第1巻 限定版特典CD                                                           | 加藤恵（安野希世乃）、澤村・スペンサー・英梨々（大西沙織）、霞ヶ丘詩羽（茅野愛衣）、氷堂美智留（矢作紗友里）、波島出海（赤﨑千夏） | 「檄！帝国華撃団」 | テレビアニメ『冴えない彼女の育てかた♭』関連曲                                        |
| 2017年8月18日  | 異世界はスマートフォンとともに。キャラクターソングVol.2 八重&ユミナ                                          | 九重八重（赤﨑千夏） | 「抱く大志は桜のごとく」 「純情エモーショナル」 | テレビアニメ『異世界はスマートフォンとともに。』関連曲                               |
| 2017年9月20日  | 異世界はスマートフォンとともに。BD/DVD早期予約特典CD                                                         | エルゼ（内田真礼）、リンゼ（福緒唯）、八重（赤﨑千夏）、ユミナ（高野麻里佳）、スゥシィ（山下七海）、リーン（上坂すみれ） | 「純情エモーショナル」 | テレビアニメ『異世界はスマートフォンとともに。』エンディングテーマ                   |
| 2017年9月20日  | プリパラ☆ミュージックコレクション season.3                                                                   | ファルル（赤﨑千夏）、紫京院ひびき（斎賀みつき） | 「0-week-old」 | テレビアニメ『プリパラ』挿入歌                                                       |
| 2017年9月20日  | プリパラ☆ミュージックコレクション season.3                                                                   | SoLaMi♡SMILE、Dressing Pafé、NonSugar、Tricolore、Gaarmageddon、UCCHARI BIG-BANGS | 「組曲フォーエバー☆フレンズ〜インターリュード〜「メモリーズ・メドレー」」 「組曲フォーエバー☆フレンズ〜第三楽章〜「My Friend, Dear Friend」 〜第四楽章〜「ウィー・アー・ザ・フレンズ！」」 | テレビアニメ『プリパラ』挿入歌                                                       |
| 2017年10月18日 | THE IDOLM@STER CINDERELLA GIRLS MASTER SEASONS AUTUMN!                                                       | 木村夏樹（安野希世乃）、浜口あやめ（田澤茉純）、日野茜（赤﨑千夏） | 「空想探査計画」 | ゲーム『アイドルマスター シンデレラガールズ』関連曲                                  |
| 2017年11月8日  | THE IDOLM@STER CINDERELLA GIRLS STARLIGHT MASTER 14 情熱ファンファンファーレ                                 | 本田未央（原紗友里）、日野茜（赤﨑千夏）、高森藍子（金子有希） | 「情熱ファンファンファーレ（M@STER VERSION）」 | ゲーム『アイドルマスター シンデレラガールズ スターライトステージ』関連曲             |
| 2017年12月8日  | プリパラ ULTRA MEGA MIX COLLECTION Vol.2                                                                     | セレパラ歌劇団 | 「ホワット・ア・ワンダプリ・ワールド!!（Y&Co. Eurobeat Remix）」 | テレビアニメ『プリパラ』関連曲                                                       |
| 2017年12月8日  | プリパラ ULTRA MEGA MIX COLLECTION Vol.2                                                                     | ふれんど〜る、セレパラ歌劇団 | 「アラウンド・ザ・プリパランド！（DJ BOSS Cyber Remix）」 | テレビアニメ『プリパラ』関連曲                                                       |
| 2018年1月26日  | プリパラ ULTRA MEGA MIX COLLECTION Vol.3                                                                     | UCCHARI BIG-BANGS | 「愛ドルを取り戻せ！（Francisco Gaitán Hyper Techno Remix）」 | テレビアニメ『プリパラ』関連曲                                                       |
| 2018年1月26日  | プリパラ ULTRA MEGA MIX COLLECTION Vol.3                                                                     | Tricolore | 「Mon chouchou（Le remix "envoûtant" de Camellia）」 「Neo Dimension Go!!（DJ Shimamura's DRUM&BASS Remix）」                                                                              | テレビアニメ『プリパラ』関連曲                                                       |
| 2018年1月26日  | プリパラ ULTRA MEGA MIX COLLECTION Vol.3                                                                     | スーパープリパラ☆オールアイドル's | 「ぷりぱら☆ララン（DJ Noriken Hardcore Mix）」 | テレビアニメ『プリパラ』関連曲                                                       |
| 2018年5月23日  | THE IDOLM@STER CINDERELLA GIRLS STARLIGHT MASTER 17 Nothing but You                                          | 日野茜（赤﨑千夏） | 「みなぎれ！ボボボンバー」 | ゲーム『アイドルマスター シンデレラガールズ スターライトステージ』関連曲             |
| 2018年6月27日  | ラストピリオド -終わりなき螺旋の物語- BD第1巻特典CD                                                          | 十輝石 featuring ダイヤ（久野美咲） | 「Shining!」 | テレビアニメ『ラストピリオド -終わりなき螺旋の物語-』挿入歌                          |
| 2018年8月8日   | THE IDOLM@STER CINDERELLA GIRLS LITTLE STARS! いとしーさー♥                                                  | 指導：日野茜（赤﨑千夏） | 「ラジオ体操第一」 | テレビアニメ『アイドルマスター シンデレラガールズ劇場』関連曲                        |
| 2018年9月14日  | THE IDOLM@STER CINDERELLA GIRLS スパイスパラダイス〜カレーメシver.〜                                         | ポジティブパッション | 「スパイスパラダイス〜カレーメシ マスターバージョン〜」 | 日清食品「カレーメシ」イメージソング                                                 |
| 2018年9月26日  | ソードアート・オンライン オルタナティブ ガンゲイル・オンライン BD・DVD第4巻特典CD                            | フカ次郎（赤﨑千夏） | 「Crazy Cat」 | テレビアニメ『ソードアート・オンライン オルタナティブ ガンゲイル・オンライン』関連曲 |
| 2018年11月30日 | THE IDOLM@STER CINDERELLA GIRLS 6thLIVE MERRY-GO-ROUNDOME!!! MASTER SEASONS AUTUMN! SOLO REMIX               | 日野茜（赤﨑千夏） | 「空想探査計画」 | ゲーム『アイドルマスター シンデレラガールズ』関連曲                                  |
| 2019年3月20日  | THE IDOLM@STER CINDERELLA GIRLS STARLIGHT MASTER 27 Vast world                                               | 日野茜（赤﨑千夏）、高森藍子（金子有希）、本田未央（原紗友里） | 「スパイスパラダイス」 | ゲーム『アイドルマスター シンデレラガールズ スターライトステージ』関連曲             |
| 2019年3月27日  | ベルゼブブ嬢のお気に召すまま。 BD・DVD第4巻特典CD                                                            | サルガタナス（加隈亜衣）、エウリノーム（赤﨑千夏） | 「麗しきセカイで」 | テレビアニメ『ベルゼブブ嬢のお気に召すまま。』関連曲                                 |
| 2019年3月27日  | プリパラ&アイドルタイムプリパラコンプリートアルバムBOX                                                       | ちゃん子 with そふぃ親衛隊（赤﨑千夏） | 「Just My Chance Call」 | 劇場アニメ『映画プリパラ み〜んなのあこがれ♪レッツゴー☆プリパリ』挿入歌              |
| 2019年6月19日  | THE IDOLM@STER CINDERELLA GIRLS LITTLE STARS! TAKAMARI☆CLIMAXXX!!!!!                                         | 喜多日菜子（深川芹亜）、喜多見柚（武田羅梨沙多胡）、南条光（神谷早矢佳）、日野茜（赤﨑千夏）、姫川友紀（杜野まこ） | 「TAKAMARI☆CLIMAXXX!!!!!」 | テレビアニメ『アイドルマスター シンデレラガールズ劇場』エンディングテーマ            |
| 2019年6月19日  | THE IDOLM@STER CINDERELLA GIRLS LITTLE STARS! TAKAMARI☆CLIMAXXX!!!!!                                         | 日野茜（赤﨑千夏） | 「TAKAMARI☆CLIMAXXX!!!!!」 | テレビアニメ『アイドルマスター シンデレラガールズ劇場』関連曲                        |
| 2019年7月24日  | 輪！Moon!dass!cry!/青春のリバーブ                                                                            | 田中望（赤﨑千夏）、菊池茜（戸松遥）、鷺宮しおり（豊崎愛生） | 「輪！Moon!dass!cry!」 | テレビアニメ『女子高生の無駄づかい』オープニングテーマ                               |
| 2019年7月24日  | 輪！Moon!dass!cry!/青春のリバーブ                                                                            | 田中望（赤﨑千夏）、菊池茜（戸松遥）、鷺宮しおり（豊崎愛生） | 「青春のリバーブ」 | テレビアニメ『女子高生の無駄づかい』エンディングテーマ                               |
| 2019年8月14日  | THE IDOLM@STER CINDERELLA GIRLS STARLIGHT MASTER 31 Pretty Liar                                              | 島村卯月（大橋彩香）、小日向美穂（津田美波）、五十嵐響子（種﨑敦美）、渋谷凛（福原綾香）、北条加蓮（渕上舞）、神谷奈緒（松井恵理子）、本田未央（原紗友里）、日野茜（赤﨑千夏）、高森藍子（金子有希） | 「Stage Bye Stage」 | ゲーム『アイドルマスター シンデレラガールズ スターライトステージ』関連曲             |
| 2019年9月2日   | THE IDOLM@STER CINDERELLA GIRLS 7thLIVE TOUR Special 3chord♪ Comical Pops! 会場オリジナルCD                  | 日野茜（赤﨑千夏） | 「情熱ファンファンファーレ（M@STER VERSION）」 | ゲーム『アイドルマスター シンデレラガールズ スターライトステージ』関連曲             |
| 2019年9月11日  | プロミス！リズム！パラダイス！                                                                               | PRI-Crew Friends | 「Crew-Sing! Friend-Ship♡」 | 『プリパラ』関連曲                                                                   |
| 2019年9月25日  | 冴えない彼女の育てかた ギャルゲーカバーソングコレクション                                                    | 波島出海（赤﨑千夏） | 「恋愛CHU!」 | テレビアニメ『冴えない彼女の育てかた』関連曲                                         |
| 2020年10月7日  | THE IDOLM@STER CINDERELLA GIRLS STARLIGHT MASTER GOLD RUSH! 02 太陽の絵の具箱                                | 日野茜（赤﨑千夏）、神谷奈緒（松井恵理子）、小日向美穂（津田美波） | 「OVER THE SKY」 | ゲーム『アイドルマスター シンデレラガールズ スターライトステージ』関連曲             |
| 2021年4月30日  | アイドルマスター シンデレラガールズ U149 第7巻特別版特典CD                                                   | 日野茜（赤﨑千夏）、橘ありす（佐藤亜美菜） | 「サマカニ!!」 | 漫画『アイドルマスター シンデレラガールズ U149』関連曲                               |
| 2021年9月22日  | 冴えない彼女の育てかた Fes. Fine 〜glory moment〜 特典CD                                                     | 氷堂美智留（矢作紗友里）、波島出海（赤﨑千夏） | 「LOVE iLLUSiON」 | 『冴えない彼女の育てかた』関連曲                                                     |
| 2021年9月22日  | 冴えない彼女の育てかた Fes. Fine 〜glory moment〜 特典CD                                                     | 加藤恵（安野希世乃）、澤村・スペンサー・英梨々（大西沙織）、霞ヶ丘詩羽（茅野愛衣）、氷堂美智留（矢作紗友里）、波島出海（赤﨑千夏） | 「LOVE iLLUSiON #502 Ver.」 | 『冴えない彼女の育てかた』関連曲                                                     |
| 2023年3月1日   | THE IDOLM@STER CINDERELLA GIRLS STARLIGHT MASTER R/LOCK ON! 13 チカラ！イズ！ぱわー!!                        | 日野茜（赤﨑千夏）、堀裕子（鈴木絵理） | 「チカラ！イズ！ぱわー!!（M@STER VERSION）」 | ゲーム『アイドルマスター シンデレラガールズ スターライトステージ』関連曲             |
| 2023年3月1日   | THE IDOLM@STER CINDERELLA GIRLS STARLIGHT MASTER R/LOCK ON! 13 チカラ！イズ！ぱわー!!                        | 日野茜（赤﨑千夏） | 「チカラ！イズ！ぱわー!!（M@STER VERSION）」 | ゲーム『アイドルマスター シンデレラガールズ スターライトステージ』関連曲             |
| 2023年5月3日   | リアルダイヤモンド/イセカイジュエリー                                                                        | ユミナ（高野麻里佳）、エルゼ（内田真礼）、リンゼ（福緒唯）、八重（赤崎千夏）、スゥシィ（山下七海）、リーン（上坂すみれ） | 「イセカイジュエリー」 | テレビアニメ『異世界はスマートフォンとともに。2』エンディングテーマ                  |
| 2023年5月3日   | リアルダイヤモンド/イセカイジュエリー                                                                        | ユミナ（高野麻里佳）、エルゼ（内田真礼）、リンゼ（福緒唯）、八重（赤崎千夏）、スゥシィ（山下七海）、リーン（上坂すみれ）、ルーシア（高木美佑）、ヒルデガルド（芹澤優）、桜（久保田未夢） | 「イセカイジュエリー」 | テレビアニメ『異世界はスマートフォンとともに。2』エンディングテーマ                  |
| 2023年6月12日  | イセカイジュエリー（八重ver.）                                                                               | 九重八重（赤崎千夏） | 「イセカイジュエリー」 | テレビアニメ『異世界はスマートフォンとともに。2』関連曲                              |
| 2023年11月15日 | THE IDOLM@STER CINDERELLA GIRLS STARLIGHT MASTER PLATINUM NUMBER 12 Night Time Wander                        | 神谷奈緒（松井恵理子）、日野茜（赤﨑千夏）、小日向美穂（津田美波） | 「Chai Maxx」 | ゲーム『アイドルマスター シンデレラガールズ スターライトステージ』関連曲             |
| 2024年11月13日 | プリパラ ソング♪コレクション Melody Moments!                                                                 | Tricolore | 「L'amour en Tricolore 〜ラムール・アン・トリコロール〜」 | 『プリパラ』関連曲                                                                   |

### その他参加楽曲
| 発売日        | 商品名                     | 歌       | 楽曲                             | 備考                                      |
| ------------- | -------------------------- | -------- | -------------------------------- | ----------------------------------------- |
| 2011年6月29日 | テレビこどものうた！女の子 | 赤﨑千夏 | 「ラ♪ラ♪ラ♪スイートプリキュア♪」 | テレビアニメ『スイートプリキュア♪』関連曲 |